# Temporada 1991-1992 del Liceu
| Temporada 1991-1992 del Liceu |                         |                       |                      | |                                                    |                                         |
| Òpera                         | Compositor              | Director musical      | Director d'escena    | Papers principals | Producció                                          | Dates                                   |
| Salomé                        | Richard Strauss         |                       |                      | Eva Marton, Simon Estes |                                                    |                                         |
| La bohème                     | Giuseppe Verdi          |                       |                      | Jaume Aragall, Mirella Freni, Miriam Gauci |                                                    |                                         |
| La traviata                   | Giuseppe Verdi          | Uwe Mund/Randall Behr | Helmut Polixa        | Verónica Villarroel/Stephanie Friede, Roberto Alagna/Vincenzo La Scola, María Uriz, Maria Àngels Sarroca, Keith Olsen, Franz Grundheber/Barry Mora                                                                                         |                                                    | 9 al 20 de març                         |
| Maria Stuarda                 | Gaetano Donizetti       | Richard Bonynge       | Giancarlo Del Monaco | Daniela Dessì/Jenny Drivala/Christine Weidinger, Agnes Baltsa//Christine Weidinger/Stefania Toczyska, Giuseppe Sabatini/Diego d'Auria, Stefano Palatchi/Michele Pertusi/Francesco Ellero D'Artegna, Manuel Garrido/Georg Tichy, María Uriz |                                                    | 2 d'abril                               |
| Werther                       | Jules Massenet          | Gian Paolo Sanzogno   | Hugo de Ana          | Alfredo Kraus, Enric Serra, Alfonso Echevarría, Martha Senn, Gloria Fabuel | Gran Teatre del Liceu / Teatro Comunale di Bologna | 29 de juny, 3, 7, 11, 15 i 19 de juliol |
| Les noces de Fígaro           | Wolfgang Amadeus Mozart | Craig Smith           | Peter Sellars        | James Maddalena, Jayne West, Jeanne Ommerlé, Sanford Sylvan, Susan Larson, Sue Ellen Kuzma, Thomas Hammons, Frank Kelley, William Cotten, Lynn Torgove, Herman Hildebrand                                                                  |                                                    |                                         |